# Arabis ferdinandi-coburgii
Arabis ferdinandi-coburgii är en korsblommig växtart som beskrevs av Johann Kellerer och Sünd. Arabis ferdinandi-coburgii ingår i släktet travar, och familjen korsblommiga växter. Inga underarter finns listade i Catalogue of Life.

## Bildgalleri

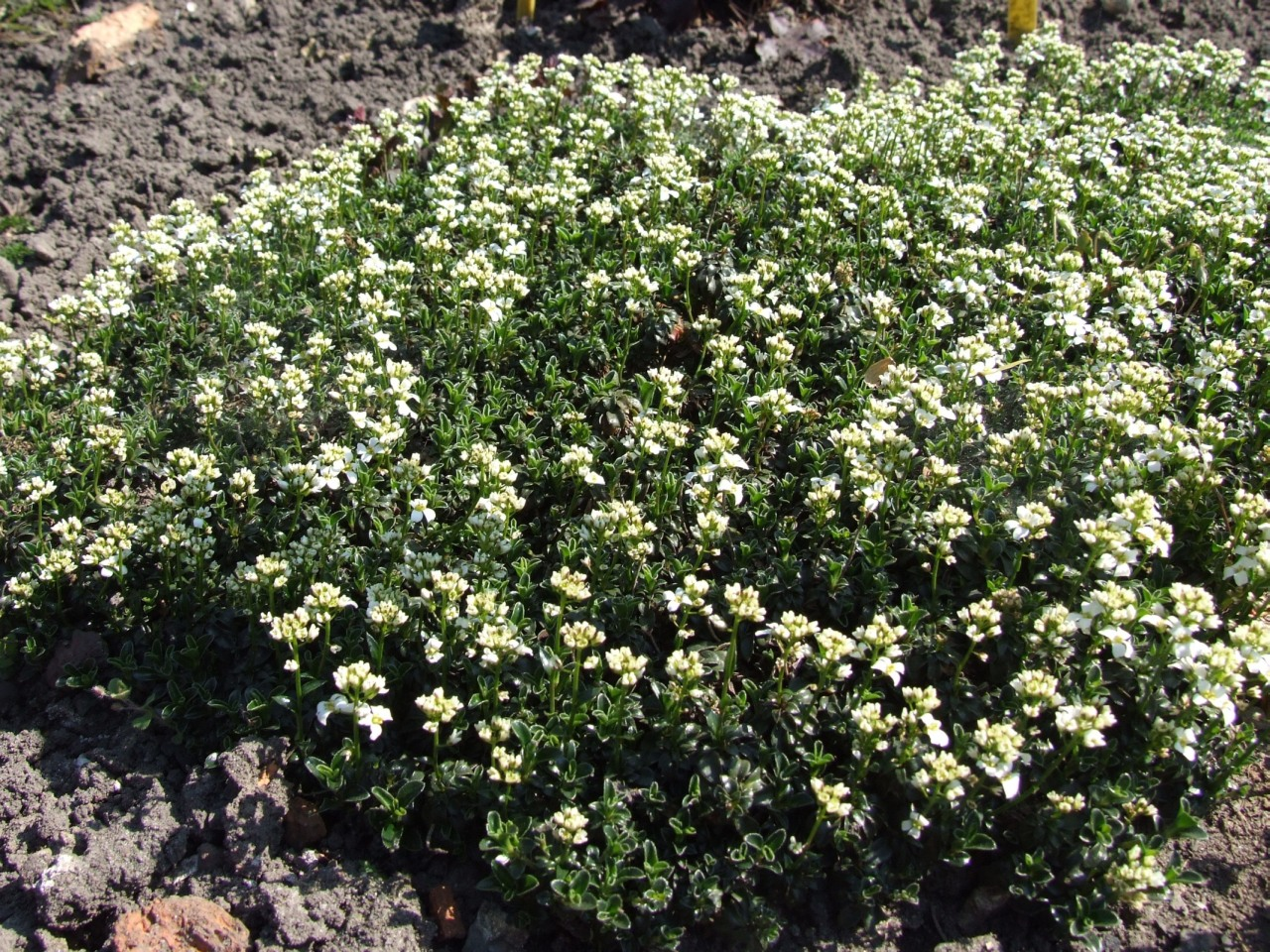
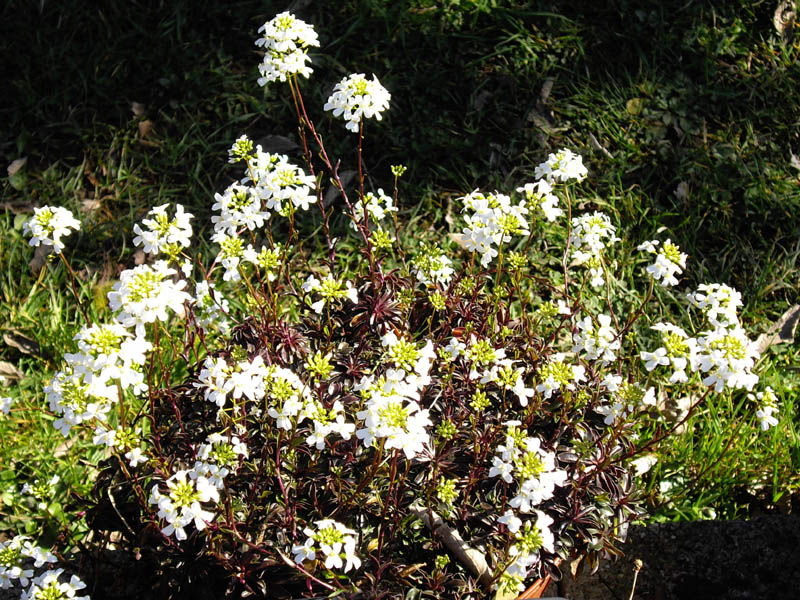
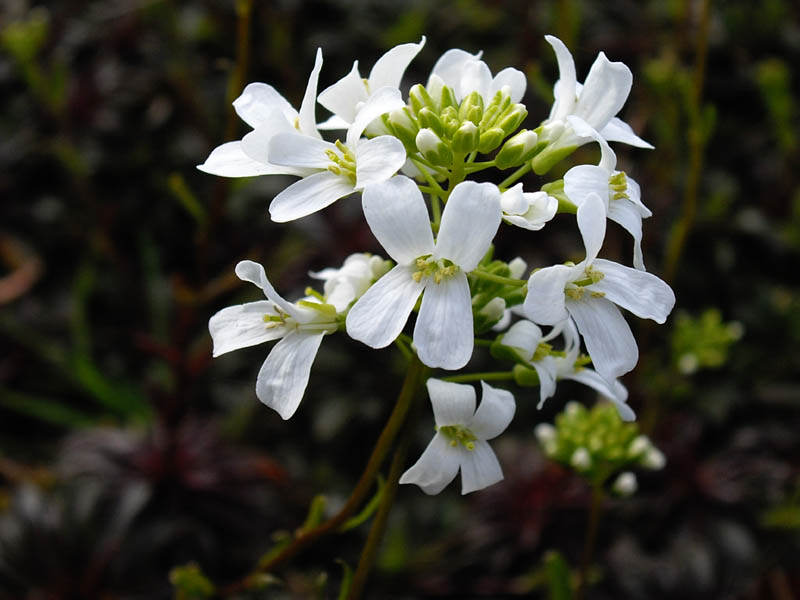
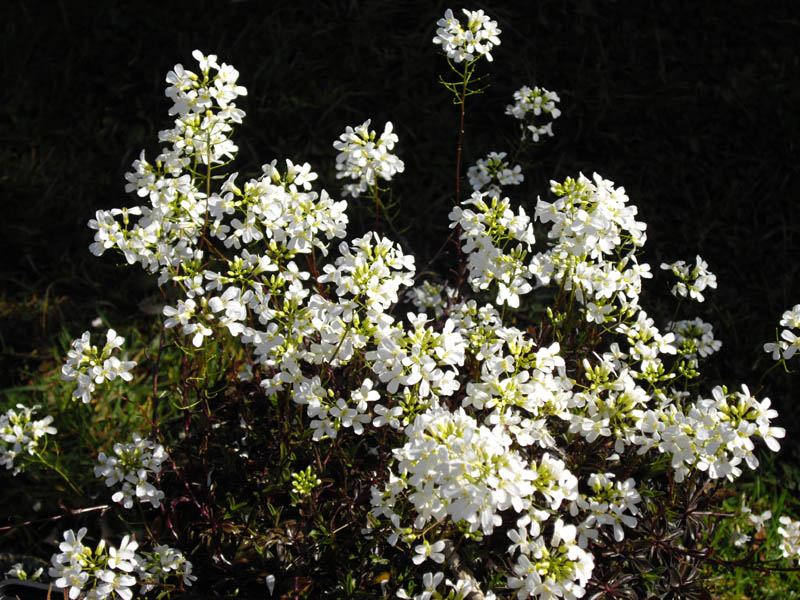
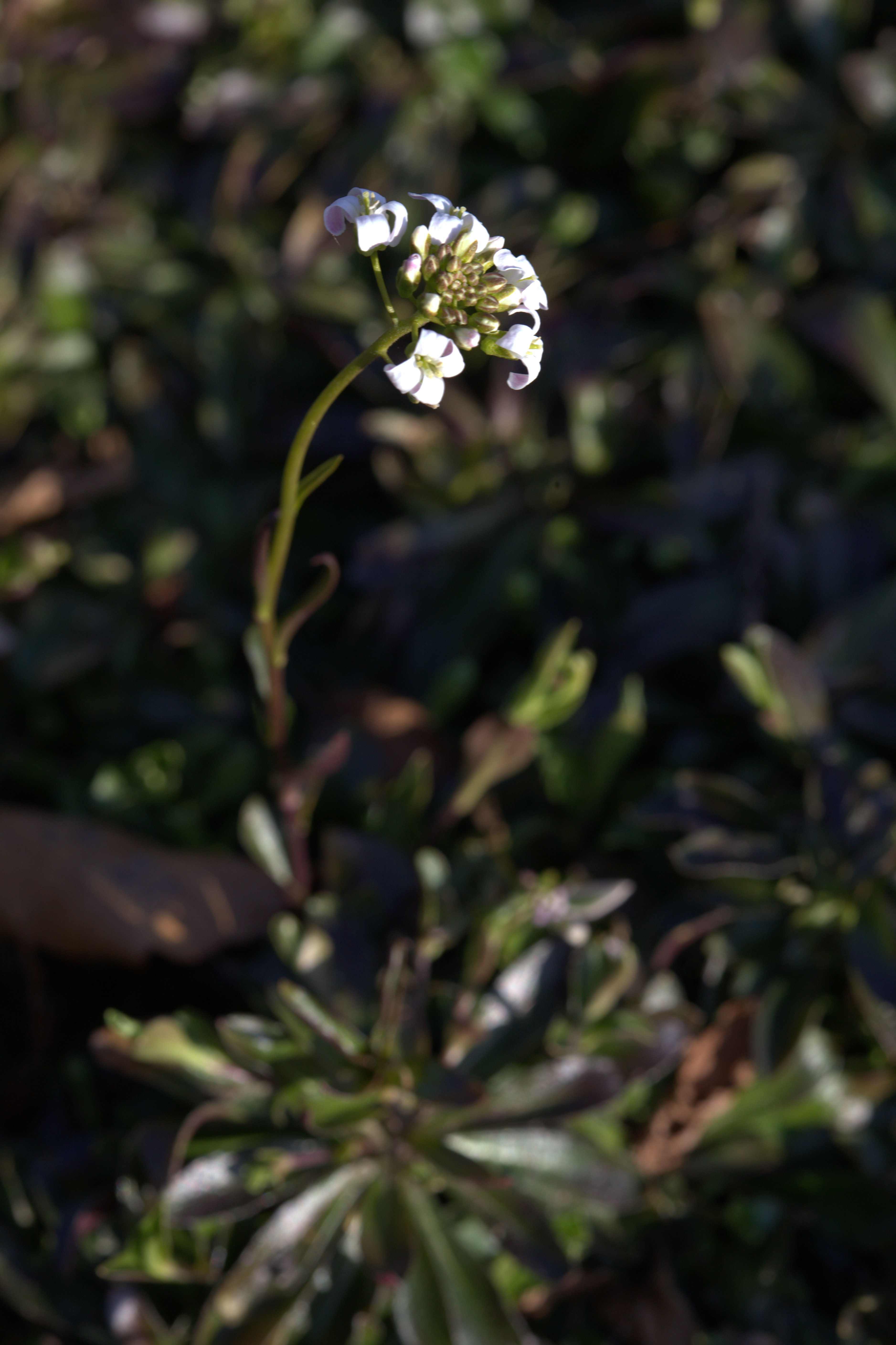
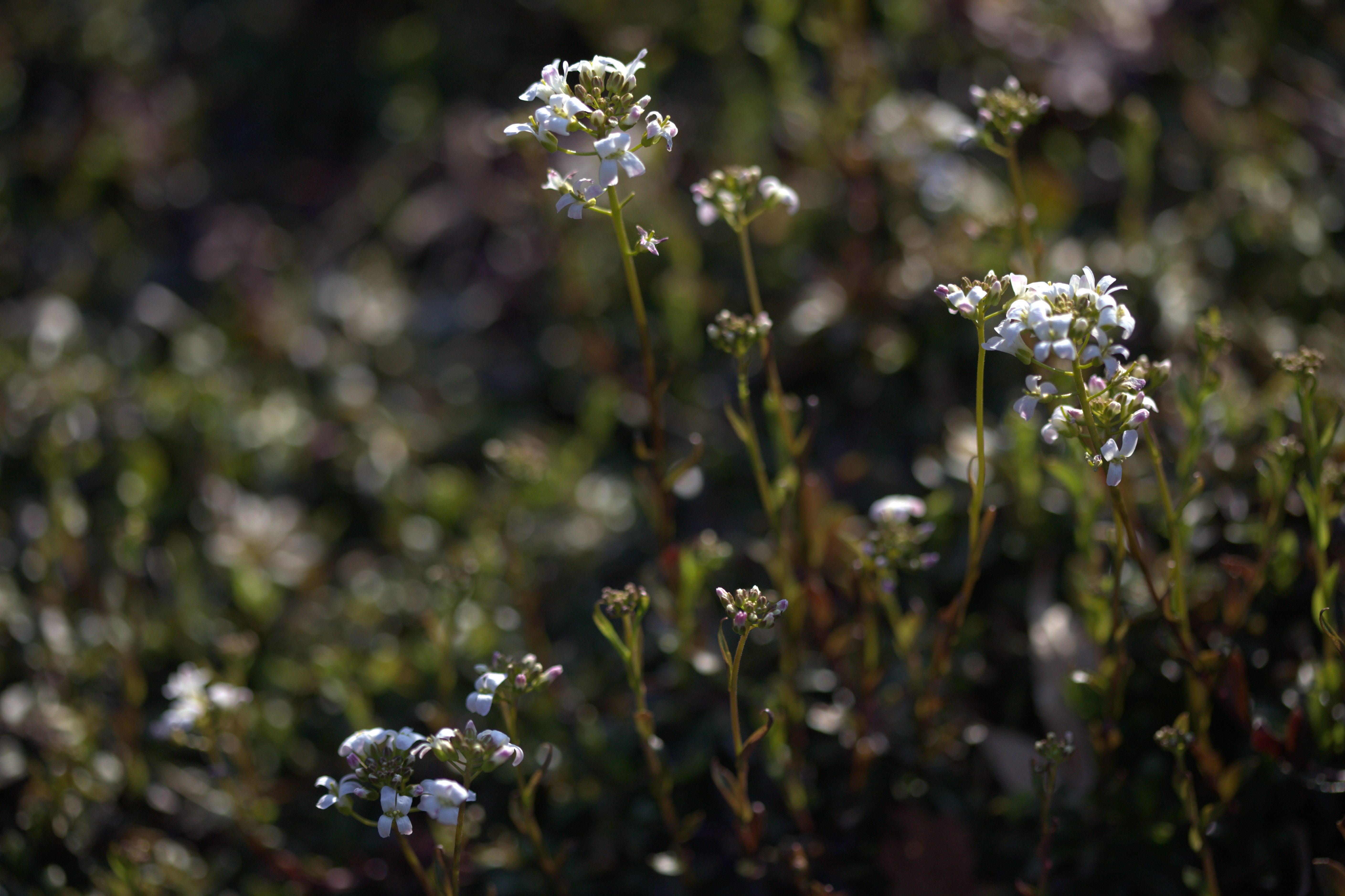